# Жарма (Іргізький район)
Жарма́ (каз. Жарма) — село у складі Іргізького району Актюбінської області Казахстану. Входить до складу Аманкольського сільського округу.
Населення — 271 особа (2021; 284 у 2009, 358 у 1999, 380 у 1989).